# Take Care, Take Care, Take Care
Take Care, Take Care, Take Care (Pass auf, pass auf, pass auf) ist das sechste Musikalbum der amerikanischen Post-Rock-Band Explosions in the Sky, das am 18. April 2011 in Großbritannien, 25. April 2011 in Europa und am 26. April 2011 in den USA erschien.

## Titelliste
1. Last Known Surroundings – 8:22
2. Human Qualities – 8:10
3. Trembling Hands – 3:31
4. Be Comfortable, Creature – 8:48
5. Postcard from 1952 – 7:07
6. Let Me Back In – 10:07

## Design
Die Digipak-Ausgabe der Außenhülle des Albums kann man entfalten, um eine Art Haus daraus zu bauen. Von der Innenseite der „Tür“ des „Hauses“ kann man einen Tornado über einer Ebene sehen.

## Rezeption
Das Album erhielt recht gute Kritiken. Es bekam von Metacritic eine Bewertung von 79 %, in die 24 Kritiken eingeflossen sind. Kevin Liedel vom Slant Magazine benotete Take Care, Take Care, Take Care mit drei von fünf Punkten und schrieb: „In the end, the Texas band can’t help but eventually indulge their desire to produce epic, guitar-driven film-score material, and after some initial feints into other territory, Take Care is business as usual.“ „Schließlich kann es die Band aus Texas nicht anders machen, als ihrem Verlangen nachzugeben, episches, gitarrenorientiertes Filmmusik-Material zu produzieren. Nach ein paar Versuchen andere Stile zu benutzen, bleibt alles beim alten.“